# Nationalpark Manupeu Tanah Daru
Der Nationalpark Manupeu Tanah Daru ist ein Schutzgebiet in Indonesien. Es wurde 1998 ausgewiesen und ist 879,84 km² groß. Kennzeichnend für den Nationalpark sind steile Hügel, auf denen dichte Wälder vorkommen. Diese gelten in ganz Indonesien als schützenswert.